# Gioia Spaziani
Gioia Spaziani (Frosinone, 8 novembre 1975) è un'attrice italiana.

## Biografia
Muove i primi passi nella compagnia teatrale "I commedianti" di Frosinone. Nel 1995 segue il Laboratorio teatrale e di scrittura drammaturgica di Manlio Santanelli. Diplomatasi nel 1998 presso la Scuola nazionale di Scuola nazionale di cinema, lavora in teatro, cinema e televisione. Diviene nota al grande pubblico per la partecipazione alla soap opera di Rai 3, Un posto al sole, in cui dal 2000 al 2005 ha interpretato il ruolo di Giò Palumbo, una ragazza con una difficile storia alle spalle.
Tra gli altri suoi lavori, i film: Placido Rizzotto (2000), regia di Pasquale Scimeca, in cui ha il ruolo di Lia, la fidanzata del sindacalista socialista Placido Rizzotto, rapito e ucciso dalla mafia, e Concorrenza sleale (2001) di Ettore Scola, dove è tra i protagonisti con il ruolo di Susanna Della Rocca.
Ha recitato anche nel film TV Come l'America (2001), diretto da Andrea e Antonio Frazzi, e nelle miniserie TV Nassiriya - Per non dimenticare, con Claudia Pandolfi e Raul Bova, e Il capo dei capi, in cui interpreta il ruolo di Antonietta Bagarella, moglie del boss Totò Riina, entrambe in onda nel 2007 su Canale 5.
Il 22 aprile 2009 torna su Canale 5 con il film TV Al di là del lago, regia di Stefano Reali e prende parte al film Il sorteggio di Giacomo Campiotti accanto a Giuseppe Fiorello, trasmesso nell'ottobre 2010 in prima Rai Uno.
Dall'autunno 2023 è nel cast dello sceneggiato di Rai Uno Il paradiso delle signore, nel ruolo di Concetta Puglisi.

### Vita privata
È sposata con l'attore e regista teatrale Vincenzo Maria Saggese e ha una figlia, di nome Sofia. La bambina, quando aveva meno di un anno, è apparsa in Un posto al sole.

## Filmografia

### Cinema
- Placido Rizzotto, regia di Pasquale Scimeca  (2000)
- Concorrenza sleale, regia di Ettore Scola (2001)
- Galantuomini, regia di Edoardo Winspeare (2008)
- Il sesso aggiunto, regia di Francesco Antonio Castaldo (2011)
- Il figlio sospeso, regia di Egidio Termine (2016)
- Famosa, regia di Alessandra Mortelliti (2019)
- Io sono Mia, regia di Riccardo Donna (2019)
- La volta buona, regia di Vincenzo Marra (2019)
- La tristezza ha il sonno leggero, regia di Marco Mario de Notaris (2021)

### Televisione
- Un posto al sole – soap opera (2000-2005)
- Come l'America, regia di Andrea e Antonio Frazzi – miniserie TV (2001)
- Nassiriya - Per non dimenticare, regia di Michele Soavi – miniserie TV (2007)
- Il capo dei capi, regia di Enzo Monteleone e Alexis Sweet – miniserie TV (2007)
- Al di là del lago, regia di Stefano Reali – film TV (2009)
- Il sorteggio, regia di Giacomo Campiotti – film TV (2010)
- Al di là del lago – serie TV (2010-2011)
- Distretto di polizia 11 – serie TV (2011)
- Sarò sempre tuo padre, regia di Lodovico Gasparini – miniserie TV (2011)
- Il giovane Montalbano – serie TV, episodio 1x02 (2012)
- Che Dio ci aiuti 2 – serie TV (2013)
- Squadra antimafia 5 – serie TV, 3 episodi (2013)
- Don Matteo – serie TV, episodi 9X01-13x05-13x09-13x10 (2014-2022)
- Il restauratore – serie TV, episodio 2x10 (2014)
- Questo è il mio paese, regia di Michele Soavi – miniserie TV (2015)
- I bastardi di Pizzofalcone – serie TV (2017-2021)
- Sotto copertura - La cattura di Zagaria – serie TV, 3 episodi (2017)
- La stagione della caccia - C'era una volta Vigata, regia di Roan Johnson – film TV (2019)
- Il paradiso delle signore – soap opera (2023-in corso)

### Cortometraggi
- Provino d'ammissione, regia di Paolo Virzì (1999)
- Stesso posto, stessa ora, regia di Werther Germondari e Fabio Rosi (1999)